# Káposztafalva
Káposztafalva (szlovákul: Hrabušice, németül: Kabsdorf) község Szlovákiában, a Kassai kerület Iglói járásában.

## Fekvése
Iglótól 17 km-re északnyugatra, a Hernád bal partján fekszik.

## Története
A falu területén már a vaskorban is éltek emberek, melyet régészeti leletek bizonyítanak.
A mai települést 1279-ben „villa Composita” néven említik először. 1284-ben „Capusdorf”, 1307-ben „Kabuzdorf”, 1328-ban „Kabisdorf” néven említi oklevél. 1440-ben említik először mai magyar nevén. A szepesi váruradalom része volt. Határában állott a középkorban Marcell, vagy Márkus vára, mely a 15. században pusztult el. A település 1582-ben vásártartási jogot kapott. Malma, fűrésztelepe, híres sörfőzdéje volt. Lakói mezőgazdasággal, fuvarozással foglalkoztak. 1787-ben 97 házában 843 lakos élt.
A 18. század végén Vályi András így ír róla: „KÁPOSZTAFALVA. Kapszdorf. Grabasice. Elegyes tót mező Város Szepes Várm. földes Ura G. Csáky Uraság, lakosai katolikusok, és más félék, fekszik Iglóhoz két órányira. Lakosaik 1245dikben tsak nem az egész Vármegyének a’ Tatárok miatt való félelem miatt, itten tartózkodtak vala hegyein, mellyeken gyarátok találtatnak. Ispotállya is vagyon, határjában ugyan szántó földgyeinek, és réttyeinek egy része sovány, de más jeles vagyonnyai vannak.”
1828-ban 147 háza volt 1054 lakossal. A 19. században a szlovák nemzeti mozgalom szepességi központja.
Fényes Elek 1851-ben kiadott geográfiai szótárában így ír a településről: „Káposztafalva, (Kabsdorf), Szepes v. tót m. v., ut. post. Horkához egy órányira: 1025 kath., 29 evang. lak. Kath. paroch. templom. Szegények háza. Sok urasági épület. Fürész- és liszt-malmok. Vashámorok; és nagy erdő. Találnak itt meglehetős nagyságu Karniolt. A toronyban igen szép hangu harang csügg, melly hajdan a Lapis refugii hegyen állott Karthausi kolostorban függött. Közel a helységhez egy erdős vidéken emelkedik fel a Lapis refugii nevü hegy. Nevét onnan vette, mivel IV. Béla alatt a tatárok pusztítása elül a szepességi németek ide vették fel magukat; itt laktak mintegy 3 esztendeig; a hegyet kőfallal körülvették, sőt egy templomot is építettek, melly utóbb a Karthausi szerzetesek birtokába jött. A templomnak már ma csak omladékai látszanak, s körülötte iszonyu magasságu fenyőfák emelkednek fel. Ezen hegy gyomrában van még három nevezetes barlang is. F. u. gr. Csáky.”
A trianoni diktátumig Szepes vármegye Iglói járásához tartozott.

## Népessége
| Év:            | 1994. | 2004.    | 2014.   | 2024.   |
| -------------- | ----- | -------- | ------- | ------- |
| Emberek száma: | 2018  | 2249     | 2436    | 2602    |
| Eltérés:       |       | +11,44 % | +8,31 % | +6,81 % |

| Év:            | 2023. | 2024.   |
| -------------- | ----- | ------- |
| Emberek száma: | 2585  | 2602    |
| Eltérés:       |       | +0,65 % |

1910-ben 1161, túlnyomórészt szlovák anyanyelvű lakosa volt.
2001-ben 2173 lakosából 1814 szlovák és 348 cigány volt.
2011-ben 2378 lakosából 2229 szlovák és 90 cigány volt.

## Neves személyek
- Itt született 1889. június 10-én Szántó Armand író, forgatókönyvíró.
- Itt szolgált Alauda József (1610 körül – 1664) magyar tanító, konrektor, író, költő, filozófus, csillagász, szenátor, bíró, „a lőcsei polihisztor”
- Innét származott Fedák Sári (1879-1955) magyar színművésznő, énekesnő, primadonna.
- Innét származott Fedák Ferenc Orbán (1814-1874) premontrei rendi pap, tanár, költő, préposti levéltáros.
- Itt is kutatott Michal Slivka (1948) szlovák régész

## Nevezetességei

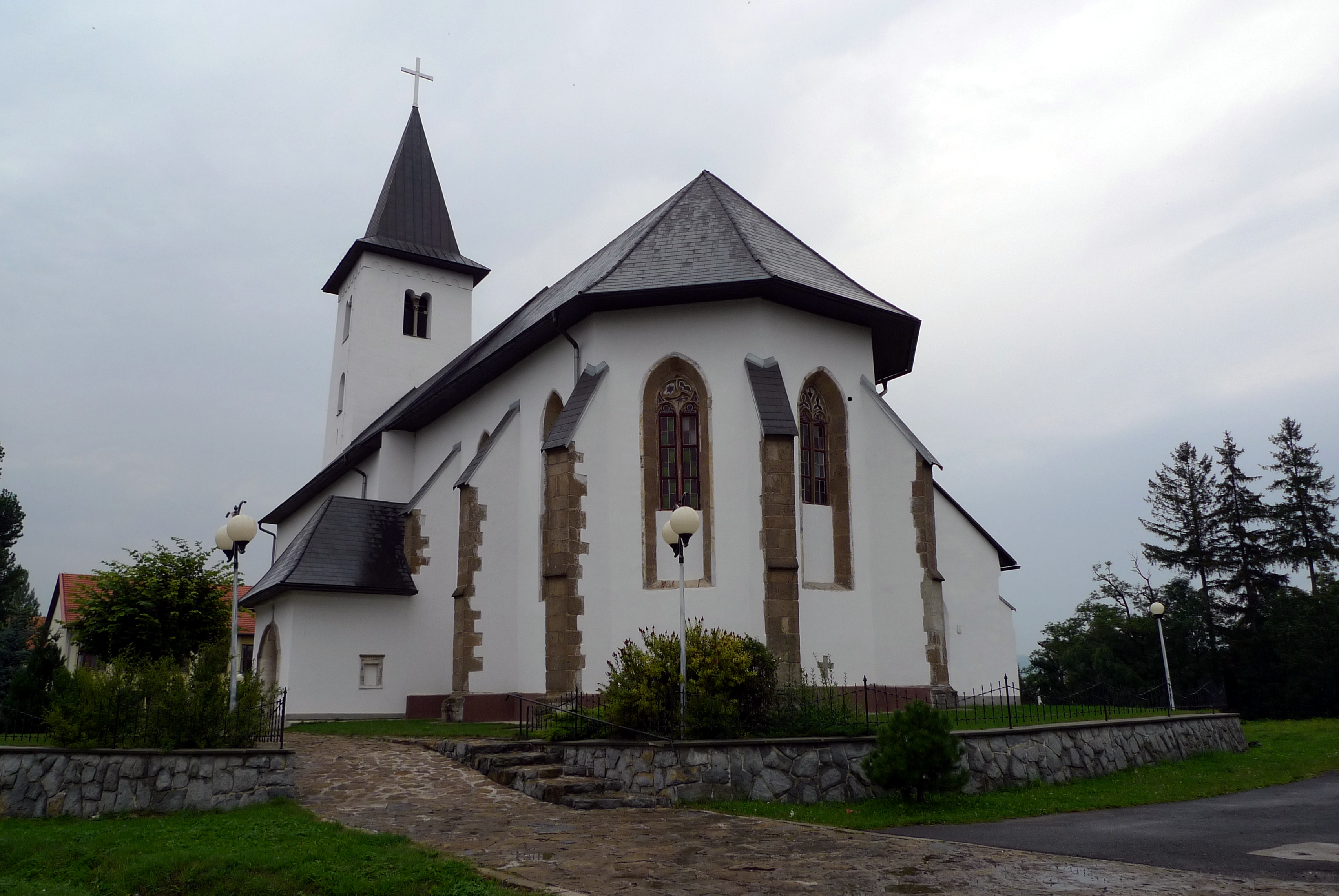
A Szent Lőrinc templom
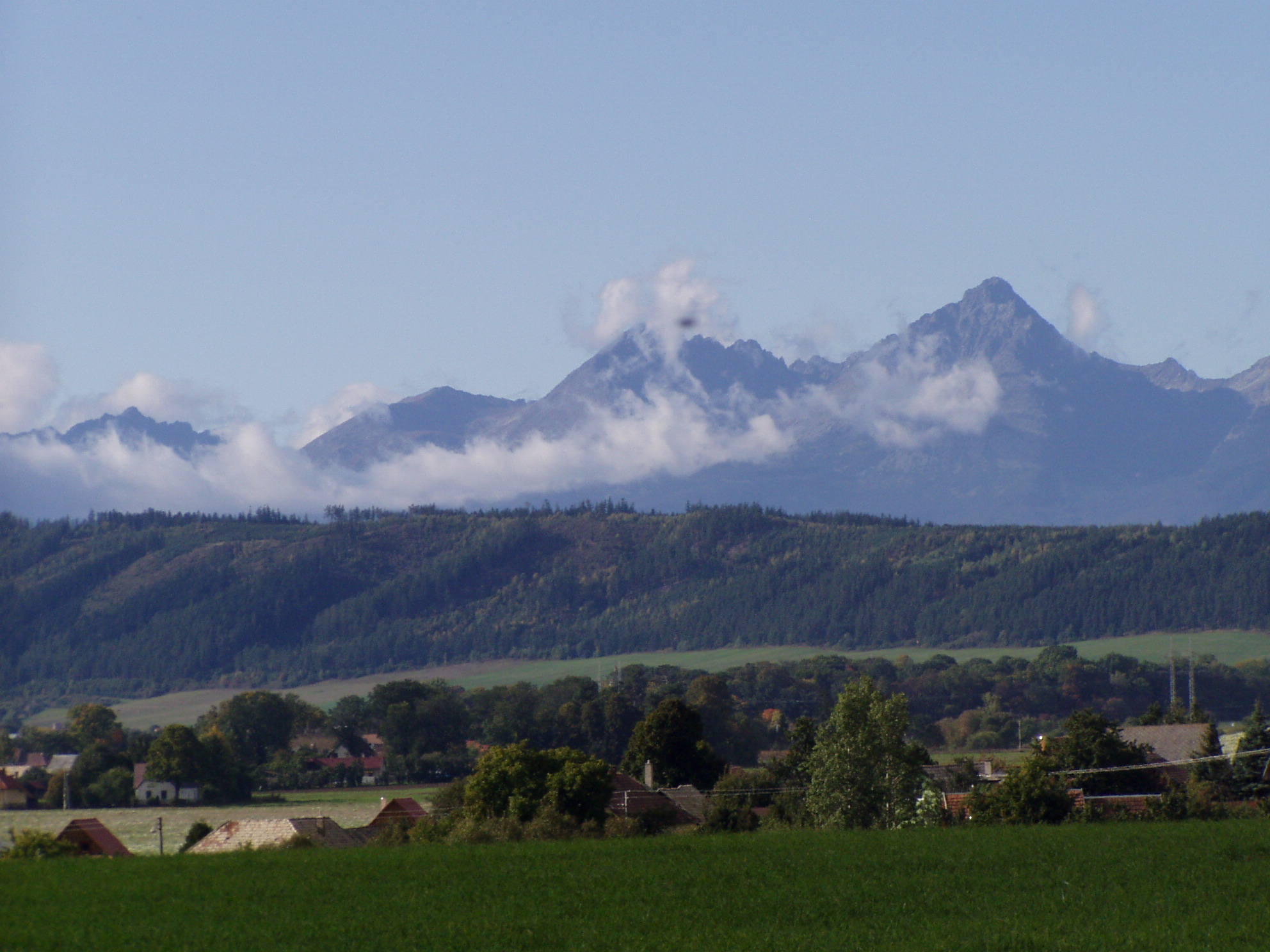
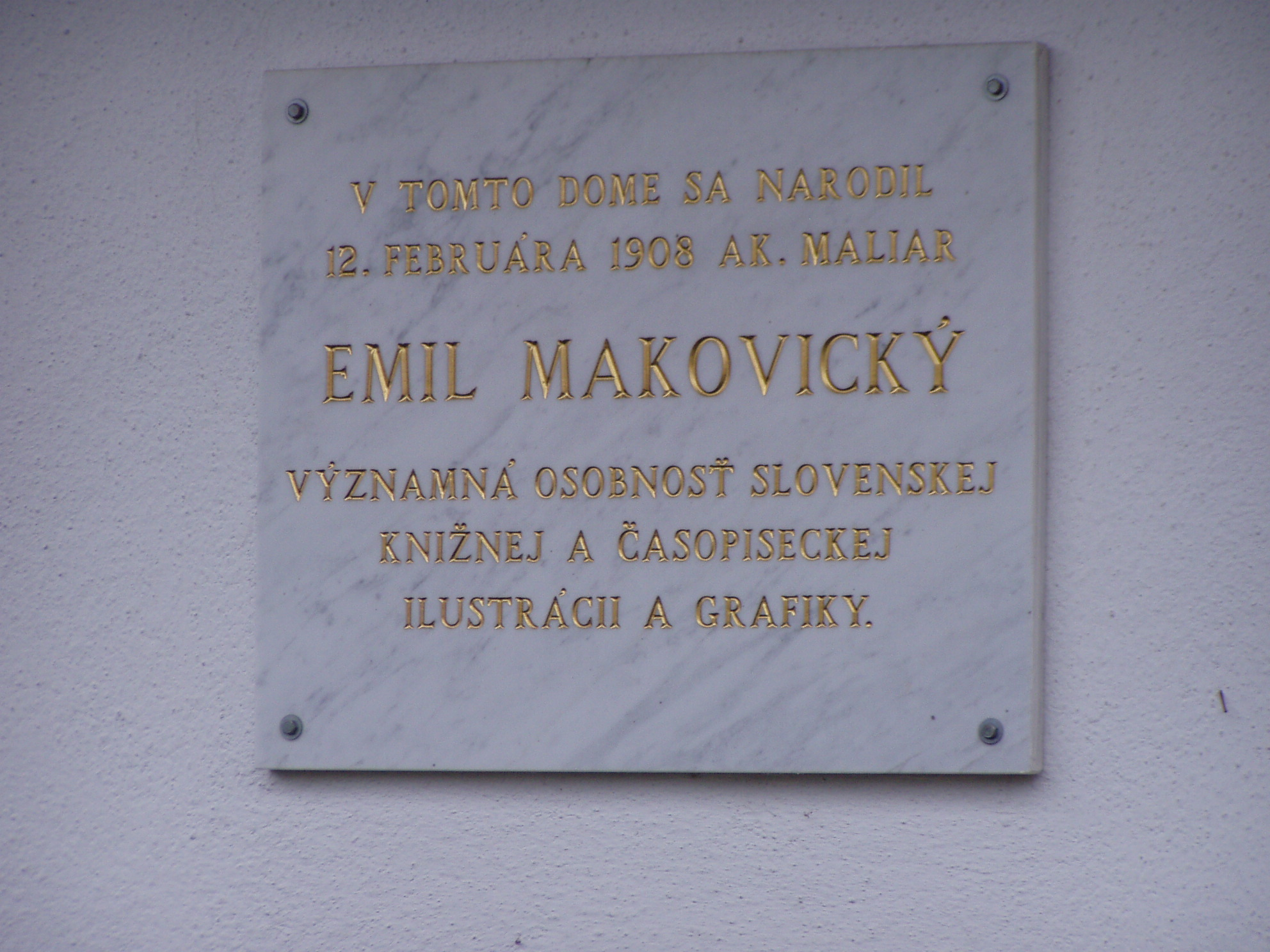

- Szent Lőrinc tiszteletére szentelt román stílusú plébániatemploma a 13. században épült, a 14. században északról sekrestyével bővítették. A 15. század elején új szentélyt és oldalkápolnát építettek hozzá. 1782-ben újra átépítették és bővítették. Gótikus szárnyas oltára 1516 és 1520 között készült, a templomot erődfal veszi körül.
- A falu melletti Zöld hegyen (Zelená hora) állnak a 13. században épített Marcell, vagy Márkus várának romjai.
- Plébániája a 17. században épült reneszánsz stílusban.
- Határában levő természeti látványosság a Szlovák Paradicsom, többek között itt található a Hernád-áttörés is.